# NADH dehidrogenaza (ubihinon)
NADH dehidrogenaza (ubihinon) (EC 1.6.5.3, ubihinonska reduktaza, tip 1 dehidrogenaza, kompleks 1 dehidrogenaza, koenzim Q reduktaza, kompleks I (lanac transporta elektrona), kompleks I (mitohondrijalni elektronsk transport), kompleks I (NADH:Q1 oksidoreduktaza), dihidronikotinamid adenin dinukleotid-koenzim Q reduktaza, -koenzim Q reduktaza, -ubihinon reduktaza, mitohondrijalni elektronski transportni kompleks 1, mitohondrijalni elektronski transportni kompleks I, NADH koenzim Q1 reduktaza, -koenzim Q oksidoreduktaza, -koenzim Q reduktaza, NADH-CoQ oksidoreduktaza, NADH-CoQ reduktaza, -ubihinonska reduktaza, -ubihinonska oksidoreduktaza, -ubihinon-1 reduktaza, redukovani nikotinamid adenin dinukleotid-koenzim Q reduktaza, NADH:ubihinon oksidoreduktazni kompleks, NADH-Q6 oksidoreduktaza, kompleks transfera elektrona I, NADH2 dehidrogenaza (ubihinon)) je enzim sa sistematskim imenom NADH:ubihinon oksidoreduktaza. Ovaj enzim katalizuje sledeću hemijsku reakciju
 + ubihinon + 5 H+in {\displaystyle \rightleftharpoons } + + ubihinol + 4 H+out
Ovaj enzim je flavoprotein koji sadrži gvožđe-sumporne klustere.

## Literatura
- Nicholas C. Price; Lewis Stevens (1999). Fundamentals of Enzymology: The Cell and Molecular Biology of Catalytic Proteins (Third изд.). USA: Oxford University Press. ISBN 019850229X.
- Eric J. Toone (2006). Advances in Enzymology and Related Areas of Molecular Biology, Protein Evolution (Volume 75 изд.). Wiley-Interscience. ISBN 0471205036.
- Branden C; Tooze J. Introduction to Protein Structure. New York, NY: Garland Publishing. ISBN 0-8153-2305-0.
- Irwin H. Segel. Enzyme Kinetics: Behavior and Analysis of Rapid Equilibrium and Steady-State Enzyme Systems (Book 44 изд.). Wiley Classics Library. ISBN 0471303097.

## Spoljašnje veze
- NADH+dehydrogenase на 